# Tuuli Petäjä
Tuuli Petäjä née le 9 novembre 1983 à Espoo en Uusimaa en Finlande, est une véliplanchiste finlandaise. 

## Palmarès

### Jeux olympiques
- Médaille d'argent en RS:X en 2012[2].
- 16e place en planche à voile en 2008.